# اتفاقية الإنقاذ

موقعة
موقعة لكن غير مصادقة لحد الآن

اتفاقية إنقاذ رواد الفضاء، وإعادة رواد الفضاء، وإعادة الأجسام التي جرى إرسالها للفضاء الخارجي، والتي يشار إليها أيضًا باسم اتفاقية الإنقاذ، هي اتفاقية دولية تحدد حقوق والتزامات الدول فيما يتعلق بإنقاذ الأشخاص في الفضاء. تم التوصل إلى الاتفاقية بالتصويت بالإجماع في 19 ديسمبر / كانون الأول 1967 في الجمعية العامة للأمم المتحدة (القرار 2345 (XXII)). دخل حيز التنفيذ في 3 ديسمبر 1968. وتتناول أحكامه بالتفصيل أحكام الإنقاذ الواردة في المادة الخامسة من معاهدة الفضاء الخارجي لعام 1967. على الرغم من احتوائها على تفاصيل وتفاصيل أكثر من بند الإنقاذ في المادة الخامسة من معاهدة الفضاء الخارجي، لا تزال اتفاقية الإنقاذ تعاني من صياغة غامضة وإمكانية اختلاف التفسير.

## تاريخ
اعتمدت الجمعية العامة للأمم المتحدة نص اتفاقية الإنقاذ في 19 ديسمبر 1967 من خلال القرار 2345 (XXII). فُتح باب التوقيع على الاتفاقية في 22 أبريل 1968، ودخلت حيز التنفيذ في 3 ديسمبر 1968. اعتبارًا من يناير 2019، صدقت 98 دولة على اتفاقية الإنقاذ، ووقعت 23 دولة، وأعلنت ثلاث منظمات حكومية دولية (وكالة الفضاء الأوروبية، ومنظمة إنترسبوتنيك الدولية للاتصالات الفضائية، والمنظمة الأوروبية لاستغلال الأقمار الصناعية للأرصاد الجوية) أنها قبول الحقوق والالتزامات التي تمنحها الاتفاقية.